# Ephebopus cyanognathus
Ephebopus cyanognathus là một loài nhện trong họ Theraphosidae.
Loài này thuộc chi Ephebopus. Ephebopus cyanognathus được miêu tả năm 2000 bởi West & Marshall.

## Hình ảnh

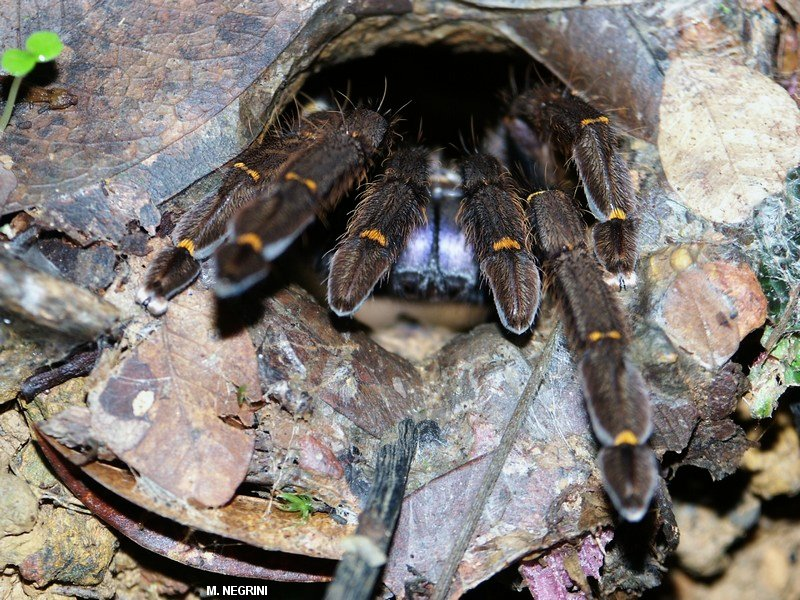
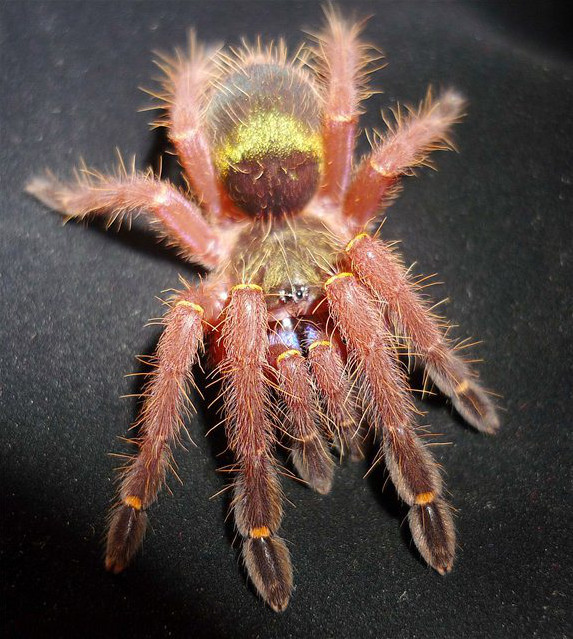